# Exocentrus x-ornatus
Exocentrus x-ornatus är en skalbaggsart som beskrevs av Stefan von Breuning och Teocchi 1976. Exocentrus x-ornatus ingår i släktet Exocentrus och familjen långhorningar.
Artens utbredningsområde är Gabon. Inga underarter finns listade i Catalogue of Life.